# Бишанкур
Бишанку́р (фр. Bichancourt) — коммуна во Франции, находится в регионе Пикардия. Департамент коммуны — Эна. Входит в состав кантона Вик-сюр-Эн. Округ коммуны — Лан.
Код INSEE коммуны — 02086.

## Население
Население коммуны на 2010 год составляло 1041 человек.
| 1962 | 1968 | 1975 | 1982 | 1990 | 1999 | 2010 |
| ---- | ---- | ---- | ---- | ---- | ---- | ---- |
| 812  | 768  | 756  | 924  | 902  | 941  | 1041 |

## Экономика
В 2010 году среди 670 человек трудоспособного возраста (15—64 лет) 472 были экономически активными, 198 — неактивными (показатель активности — 70,4 %, в 1999 году было 64,2 %). Из 472 активных жителей работали 423 человека (229 мужчин и 194 женщины), безработных было 49 (26 мужчин и 23 женщины). Среди 198 неактивных 42 человека были учениками или студентами, 72 — пенсионерами, 84 были неактивными по другим причинам.